# المذهب (صنعاء القديمة)

تعديل مصدري - تعديل

حارة المذهب هي إحدى حارات مدينة صنعاء القديمة، بلغ تعداد سكانها 170 نسمة حسب تعداد اليمن لعام 2004.